# Linde von Keyserlingk
Linde von Keyserlingk (* 8. Mai 1932 in Berlin-Lichterfelde als Gotlinde Tanne Linde Baronin von Keyserlingk; † 2. Oktober 2020 in Apfelstetten), auch unter dem Pseudonym Gotlinde Thylmann bekannt, war eine deutsche Familientherapeutin und Autorin.

## Leben
Ihre Eltern waren der aus dem baltischen Groß Launen stammende Albrecht Baron von Keyserlingk (1900–1996) und Elisabeth von Busse-Groß Marschwitz (1899–1989), Tochter der Helen von Zastrow-Schönberg (1900–1996) und des Gutsbesitzers und kgl. preuß. Hauptmann Guido von Busse (1900–1996) auf Groß Marchwitz in Schlesien. Sie wurde auf einer vorgeplanten Reise der Mutter nach Angola in Berlin geboren. Die Ehe der Eltern wurde 1938 geschieden. Die Mutter war in erster Ehe seit 1919 kurz mit dem Offizier Ehrenfried von Arnim-Güterberg (1885–1920) verheiratet, aus der Vorbeziehung stammt Lindes Halbbruder, der Arzt Georg von Arnim (1920–2000). Nach der Scheidung führte die Mutter wieder den Namen von Arnim und publizierte auf Lindes Anregung über ihren Heimatort Groß Marchwitz. Der Vater heiratete 1939 erneut, Bertha Gräfin Stolberg-Stolberg, war zwischendurch auf der Plantage Cutambo, Correio Ganda, bei Lobito in Angola tätig, nachfolgend als Forstverwalter bei Graf Nikolaus von Ballestrem in Schlesien, Schloss Ober Gläsersdorf.
Linde von Keyserlingk studierte an der Akademie der Bildenden Künste Stuttgart, absolvierte eine Journalistenausbildung in Hamburg und ein Familientherapiestudium am kanadischen Dominican University College. In San Francisco, Kalifornien studierte sie Humanistische Psychologie und Familientherapie. Schließlich setzte sie sich mit dem therapeutische Sandspiel auseinander, das sie bei Dora Kalff und James Hillman erlernte. Längere Reisen unternahm sie beispielsweise nach Mexiko, Tunesien, Tonga und in die Türkei. Sie war in zweiter Ehe mit dem Hörspielregisseur Hartmut Kirste verheiratet. Nachdem sie viele Jahre in Stuttgart gelebt hatte, zog sie mit ihrem Mann von Stuttgart nach Apfelstetten, einem Ortsteil der Gemeinde Münsingen.
Als Familientherapeutin war Linde von Keyserlingk auf die tiefenpsychologische Sandspieltherapie spezialisiert und war einige Jahre Vorsitzende der Deutschen Gesellschaft für Sandspieltherapie (DGST) und Mitherausgeberin der Zeitschrift der DGST. Neben Sachbüchern im Bereich der Familientherapie schrieb Linde von Keyserlingk auch Kinder- und Jugendbücher. Sie befasste sich in diesen unter anderem mit dem Leben von Kindern in der Nachkriegszeit. Drei ihrer Kindergeschichten wurden ins Lettische, vier ins Polnische übersetzt.
Linde von Keyserlingk verstarb am 2. Oktober 2020 im Alter von 88 Jahren. Linde hatte einen 1927 in Breslau geborenen Bruder Gotho von Keyserlingk, der 1967 in Thornbury, Bristol, gestorben sein soll.

## Publikationen

### Sachbücher
- Da war es auf einmal so still. Vom Tod und Abschiednehmen. Herder, Freiburg 1997, ISBN 3-451-26220-7.
- Liebe aus der Ferne. Wie Kinder mit dem abwesenden Vater in Kontakt bleiben. Herder, Freiburg 1983, ISBN 3-451-08015-X.
- Naschen, trödeln, träumen. Die tiefere Bedeutung von Unarten. Möglichkeiten der Verständigung mit Kindern. Rororo, Reinbek bei Hamburg.
- Neue Wurzeln für kleine Menschen. Von Trennungen und Neuanfängen. Herder, Freiburg 1998.
- Ordnung im Chaos. Die bewegte Natur des Kinderzimmers. Patmos, Düsseldorf 1996, ISBN  3-491-50017-6.
- Rollenspiele für Kinderprobleme. Anregungen und Beispiele für Kindergarten, Grundschule und Familie, Herder, Freiburg 1979, ISBN 3-451-09069-4.
- Stief und halb und adoptiv. Neue Familie – neue Chance. Patmos, Düsseldorf, 1994, ISBN 3-491-50010-9.

### Kinder- und Jugendbücher
- Die schönsten Geschichten für die Kinderseele. Herder, Freiburg 2006, ISBN 978-3-451-05799-1.
- Felix und Lena. Eine Freundschaft nach dem Krieg. [spätere Ausgabe unter dem Titel: Lena im Schokoladenland], Maier, Ravensburg 1992, ISBN 3-473-35122-9.
- Geschichten aus Anderland. Rororo, Reinbek bei Hamburg 1988.
- Hab mich lieb, sagte das Schweinchen, bebildert von Martina Mair, Kerle, Freiburg 2006.

- Manchmal habe ich Angst. Geschichten und Lieder zum Nachdenken und Lachen. Maier, Ravensburg 1979, ISBN 978-3-473-55040-1.
- Matthis und der Troststein. Eine Geschichte. Mit Bildern von Beate Mizdalski, Kerle, Freiburg 2007, ISBN 978-3-451-70794-0.
- Sie nannten sie Wolfskinder. Herder, Freiburg 2008, ISBN 978-3-451-70859-6.
- Die Rettung der Wolfskinder. Kerle. Freiburg 2010, ISBN 978-3-451-70758-2.

### Weiteres
- Der Rosengarten. Orientalische Märchen. Herder, Freiburg 1977, ISBN 3-451-07631-4.
- Gesänge des tanzenden Gottesfreundes. Dīvān, Texte von Dschalāl ad-Dīn Rūmī, mit Karl Thylmann. Herder, Freiburg 1978, ISBN 3-451-07679-9.
- Jenseits des Nennbaren. Tao-tě-ching Sinnsprüche und Zeichnungen nach dem Tao Te King. Texte von Laozi. Herder, Freiburg 1979, ISBN 3-451-07741-9.

## Genealogie (Auszug)
- Gothaisches Genealogisches Taschenbuch der Freiherrlichen Häuser. Zugleich Adelsmatrikel der D.A.G. Teil B Briefadel. 1939. 89. Jahrgang, Justus Perthes, Gotha 1939, S. 255 ff.